# エスキモー星雲
エスキモー星雲（エスキモーせいうん、NGC2392、Caldwell 39）は、ふたご座の惑星状星雲である。ふたご座δ星の約2.3度南東に位置する。1787年にウィリアム・ハーシェルによって発見された。地上の望遠鏡で観測すると、毛皮のフードを被ったエスキモーのような特徴的な形をしていることからこの名が付けられている。アマチュア向けの望遠鏡ならば見ることができるが、低倍率では恒星と判別がつきにくい。100倍以上の倍率で星雲状に見える。

## 特徴
太陽と同程度の質量の恒星が赤色巨星に進化し、その後の質量放出段階で現在から約10,000年前に放出されたガスによって形成されたと考えられている。星雲の外側には、惑星状星雲には珍しく、オレンジ色の細長いフィラメントが放射状に存在する。このフィラメントは数光年にわたる長さを持っている。

## 名称
2020年8月5日、アメリカ航空宇宙局 (NASA) は、「エスキモー」の呼称が「北極圏の先住民族に対する人種差別主義の歴史を持つ植民地の用語」であるとして、今後この呼称を用いないことを発表した。 同時に「シャム双生児星雲」(NGC4567とNGC4568)の名称も使用しないこととなった 。なお「エスキモー」の呼称はカナダでは差別的表現とされているが、アラスカ先住民には受け入れられている。